# Maksymówka (gmina)
Maksymówka – dawna gmina wiejska w powiecie zbaraskim województwa tarnopolskiego II Rzeczypospolitej. Siedzibą gminy była Maksymówka.
Gminę utworzono 1 sierpnia 1934 r. w ramach reformy na podstawie ustawy scaleniowej z dotychczasowych gmin wiejskich: Jacowce, Klebanówka, Kujdańce, Romanowe Sioło i Stryjówka.
W latach 1941–43 w Landkreis Tarnopol (Generalne Gubernatorstwo). 1 kwietnia 1943 z gminy Maksymówka wyłączono Romanowe Sioło, włączając je do gminy Bogdanówka.
Po II wojnie światowej obszar gminy znalazł się w ZSRR.